# Irene Leverton
Irene H. Leverton (3 de Março de 1927 - 23 de julho de 2017) foi uma aviadora norte-americana e membro da Mercury 13.

## Vida
Ela era um membro da Ninety-Nines".
Em 1961, ela foi seleccionada para o Programa Mulheres no Espaço.
Ela se formou no San Jose State College.